# Vasectomia
La vasectomia è la resezione, dopo legatura, dei dotti deferenti dell'uomo.

## Pratica chirurgica
I dotti deferenti sono dei tubicini dove si accumula lo sperma "testicolare", che è costituito da spermatozoi e da una piccola quantità di liquido molto ricco di proteine che assicura la sopravvivenza degli stessi. Al momento dell'eiaculazione lo sperma "totale" verrà espulso sotto forma di sostanza liquida bianco-gialla formata dalla mescolanza che si realizza col liquido prostatico e con quello proveniente dalle ghiandole accessorie.
La vasectomia è un intervento di piccola entità, sicuro e poco traumatico. Gli interventi di rianastomosi, ricongiungimento dei deferenti, sono possibili grazie alla microchirurgia (tecnica attuata con microscopi operatori), ma solo nel 30% dei casi si è ottenuta una gravidanza.
Questo comunque lascia intendere che l'intervento non è così irreversibile come solitamente si crede.

## Sicurezza ed efficacia
I tassi d'insuccesso precoce per la vasectomia sono al di sotto dell'1%, ma l'efficacia dell'operazione e la frequenza di complicazioni varia con l'esperienza del chirurgo e con la tecnica usata. Le complicazioni precoci, come gli ematomi, le infezioni, i granulomi, le epididimiti-orchiti, e l'epididimite congestizia, ricorrono nell'1%–6% dei casi. L'incidenza di dolore epididimale cronico è poco documentata.. Studi su uomini e animali indicano che la vasectomia non causa maggior incidenza di aterosclerosi, e che gli aumenti d'immunocomplessi circolanti dopo vasectomia sono transitori. Per quanto riguarda i tumori di prostata e testicoli non sembra che gli uomini vasectomizzati corrano un rischio maggiore.
Sebbene molto raro, è stato documentato anche l'insuccesso tardivo, per ricanalizzazione dei canali deferenti.
La vasectomia è il metodo contraccettivo a lungo termine più efficace, e fra le opzioni più sicure nella pianificazione familiare. Come metodo di controllo delle nascite gode di diversa popolarità a seconda dell'età del soggetto: i più favorevoli sono gli uomini fra i 35 e i 45 anni. Nel mondo il rapporto fra vasectomie e chiusure delle tube è estremamente variabile, e le statistiche in genere basate su questionari piuttosto che su conteggi effettivi delle procedure chirurgiche messe in atto. Nel 2005 negli Stati Uniti i Centers for Disease Control and Prevention hanno pubblicato per ogni Stato i dettagli riguardo ai metodi di controllo delle nascite raggruppandoli per gruppi di età. Nel complesso, la chiusura delle tube è più frequente della vasectomia, ma non di molto. In Gran Bretagna la vasectomia è più popolare della chiusura delle tube, ma questa statistica potrebbe essere alterata dalla metodologia di raccolta dei dati. Le coppie che optano per la chiusura delle tube sono guidate da un certo numero di motivi, tra cui:
- la comodità di abbinare la procedura in concomitanza con un parto in ospedale.
- il rifiuto da parte dell'uomo di sottoporsi a vasectomia per paura di possibili effetti collaterali.

Le coppie che scelgono la vasectomia sono motivate, tra gli altri fattori, da:
- paura della chirurgia da parte della donna
- conoscenza di uomini che si sono sottoposti alla procedura e sono soddisfatti del risultato
- forte motivazione alla sterilizzazione per l'uomo
- maggiore semplicità ed economicità
- più basse complicazioni e mortalità

## Reversibilità
Per consentire comunque la possibilità di avere figli (tramite inseminazione artificiale) dopo la vasectomia, alcuni uomini optano per la crioconservazione del proprio sperma prima dell'intervento. È tuttavia da tenere in conto la vitalità a lungo termine dello sperma conservato in questo modo.
Sebbene gli uomini che prendono in considerazione la vasectomia non la considerino come reversibile, e siano in maggioranza, con le loro compagne, soddisfatti dell'intervento, esiste una procedura in grado di riparare alla vasectomia utilizzando tecniche microchirurgiche. Non è tuttavia efficace in tutti i casi, con un tasso di successo dipendente da molti fattori, come la tecnica usata per la vasectomia e il lasso di tempo trascorso dall'intervento.
Bisogna comunque tenere presente che, se si dovesse cambiare idea, oltre alla possibilità di effettuare una preliminare donazione alla banca del seme e quindi riutilizzare il proprio seme, e nel caso che a seguito di una vaso-vasostomia non si riesca a ottenere una gravidanza, vi è ancora l'opzione del prelievo chirurgico degli spermatozoi. Il prelievo chirurgico degli spermatozoi è ovviamente riservato ai casi più gravi, per l'appunto, d'infertilità maschile: vasectomia non reversibile (cioè la cui reversibilità non produce gli effetti sperati), azoospermia ostruttiva, azoospermia non ostruttiva.
Si osservi che, secondo alcuni autori, il prelievo degli spermatozoi non è indicato in congiunzione all'Inseminazione IntraUterina (IUI), in quanto l'intervento non può recuperare l'elevata quantità di spermatozoi richiesta per la IUI, ma piuttosto una quantità di spermatozoi adeguata alla selezione di un unico spermatozoo che verrà iniettato in un unico ovocita per produrre un embrione.
È possibile prelevare gli spermatozoi sia dai testicoli, sia dagli epididimi, in funzione della loro capacità riproduttiva.
Le tecniche di prelievo chirurgico degli spermatozoi sono cinque: TESE, Estrazione dello Sperma Testicolare (estrazione degli spermatozoi tramite biopsia testicolare); TESA, Aspirazione dello Sperma Testicolare (aspirazione diretta dal testicolo); PESA, Aspirazione Percutanea dello Sperma Epididimale (aspirazione dall'epididimo); Micro-TESE, Estrazione Microchirurgica di Sperma Testicolare (mTESE, estrazione degli spermatozoi tramite biopsia testicolare in campo magnificato); MESA, Estrazione Microchirurgica di Sperma Testicolare (microaspirazione dall'epididimo).
L'aspirazione viene effettuata per mezzo di un sottile catetere che aspira gli spermatozoi presenti nell'epididimo o nei testicoli, mentre l'estrazione viene effettuata attraverso una sottile incisione nello scroto, cui segue l'apertura del testicolo da cui possono essere prelevati minuscoli frammenti del tessuto che produce sperma. La scelta della tecnica più adeguata al singolo paziente viene fatta in funzione della sua storia, dei dati anamnestici raccolti e del rapporto tra benefici e rischi di ogni singola modalità chirurgica.
L'intervento di vasectomia non inibisce o modifica a nessun livello le possibilità erettive del pene, il raggiungimento dell'orgasmo o l'eiaculazione.